# Escuela de posgrado

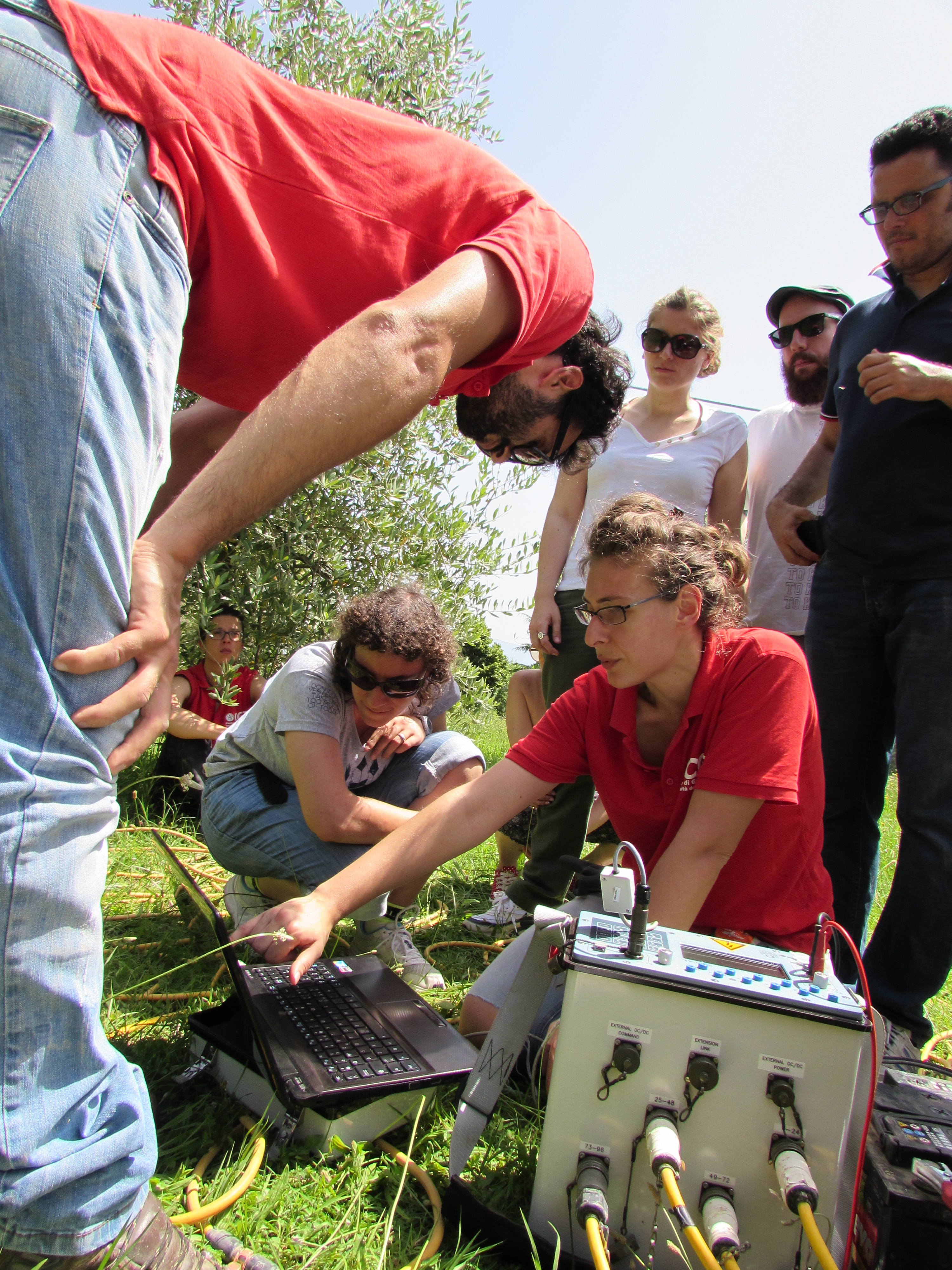
Formación sobre el terreno de la resistividad durante el curso de Maestría en Ciencias.

Una escuela de postgrado es una escuela que otorga títulos académicos avanzados, como maestrías (M.S. o MBA....) y doctorados (Ph.D. o L.L.D. o D.D.S., etc.). Un estudiante graduado es un estudiante que va a la escuela. Además, en inglés británico, la frase "postgraduate student" es más común.
Por lo general, los estudiantes deben tener un título de grado (licenciatura) antes de comenzar la escuela de postgrado. Muchas universidades otorgan títulos de posgrado. Una escuela de postgrado no siempre es una escuela separada.
El término "escuela de postgrado" podría ser confuso porque el verbo "graduado" también se utiliza para referirse a la finalización de la educación secundaria o de una licenciatura. El verbo infinitivo "graduarse" se utiliza para todos esos tipos de escuelas, pero el significado del adjetivo "graduado" se cambia por el de "postgrado" en el término "escuela de graduados". El pequeño cambio de significado puede ser visto con un aire de sofisticación, donde los estudiantes experimentados son a menudo más conscientes del problema, mientras que los estudiantes novatos pueden no ser conscientes de que son más ingenuos.